# República da China nos Jogos Olímpicos de Inverno de 1972
A República da China competiu nos Jogos Olímpicos de Inverno de 1972, realizados em Sapporo, Japão.